# زابووچیه (استان پودلاسکی)
زابووچیه (به لهستانی:  Zabłocie) یک روستا در لهستان است که در گمینا نوژتس-ستاتسیا واقع شده‌است.